# Ballinduff Turlough SAC
Ballinduff Turlough SAC este o arie protejată (arie specială de conservare — SAC, sit de importanță comunitară — SCI) din Irlanda întinsă pe o suprafață de 60,61 ha, integral pe uscat.

## Localizare
Centrul sitului Ballinduff Turlough SAC este situat la coordonatele 53°07′11″N 8°48′25″W / 53.119641°N 8.806963°V.

## Înființare
Situl Ballinduff Turlough SAC a fost declarat sit de importanță comunitară în februarie 2003 pentru a proteja 2 specii de animale. Situl a fost protejat și ca arie specială de conservare în octombrie 2016.

## Biodiversitate
Situată în ecoregiunea atlantică, aria protejată conține 1 habitat natural: Turlough.
La baza desemnării sitului se află mai multe specii protejate de  păsări (2): Cygnus columbianus bewickii, lebădă de iarnă (Cygnus cygnus).
Pe lângă speciile protejate, pe teritoriul sitului au mai fost identificate 1 specie de nevertebrate.